# Зелина (Осмаци)
Зелина је насељено мјесто у општини Осмаци, Република Српска, БиХ. Према попису становништва из 2013. у насељу је живјело 114 становника.

## Историја
Од потписивања Дејтонског споразума један дио бившег насељеног мјеста налази се у Републици Српској и припада општини Осмаци, а други дио је у Федерацији БиХ и припада општини Калесија.

## Становништво
| Националност | 1991. | 1981. | 1971. | 1961. |
| Срби         | 517   | 546   | 587   | 529   |
| Муслимани    | 121   | 111   | 92    | 4     |
| Југословени  | 9     | 1     |       | 60    |
| Хрвати       | 2     | 1     |       |       |
| Словенци     |       | 1     |       |       |
| Албанци      |       |       |       | 5     |
| непознато    |       | 2     |       |       |
| Укупно       | 649   | 662   | 679   | 598   |

| Демографија | Демографија | Демографија |
| Година      | Становника  | Становника  |
| ----------- | ----------- | ----------- |
| 1961.       | 598         |             |
| 1971.       | 679         |             |
| 1981.       | 662         |             |
| 1991.       | 652         |             |